# Bartholomew de Badlesmere
Bartholomew de Badlesmere (18 août 1275 – 14 avril 1322), 1er baron Badlesmere, est un puissant magnat, diplomate et commandant militaire anglais sous les règnes d'Édouard Ier et d'Édouard II. Âgé de 26 ans à la mort de son père, il hérite immédiatement de ses possessions et accroît progressivement sa fortune. Son mariage avec Marguerite de Clare, la cousine de son suzerain, le comte de Gloucester, lui permet d'acquérir des marques de faveurs tant du comte que du roi Édouard II. Devenu un baron respecté à partir de 1309, Bartholomew s'engage dans les tensions politiques qui agitent le règne d'Édouard. Initialement hostile au favori du roi, Pierre Gaveston, l'exécution de ce dernier en 1312 par des barons menés par le comte de Lancastre le ramène définitivement dans le parti royal.
Malgré la mort du comte de Gloucester en 1314, Badlesmere accompagne loyalement le roi au cours des années suivantes, très difficiles tant politiquement que militairement. Il est profondément actif lors des négociations entre le roi et le comte de Lancastre, et parvient tant bien que mal à assurer une réconciliation en 1318. Mais, en dépit des faveurs royales, Bartholomew rallie subitement en 1321 la rébellion de Lancastre et de ses alliés contre Édouard II et son nouveau favori, Hugues le Despenser. Furieux de cette trahison, le roi reprend les armes, écrase Lancastre et fait prisonnier Badlesmere en 1322. La haine que lui voue désormais Édouard vaut à Bartholomew le supplice cruel réservé aux traîtres ainsi que la confiscation de ses biens, qui ne seront restitués à son fils qu'en 1328.

## Biographie

### Origines et premières années
Bartholomew de Badlesmere est le fils de Gunselm de Badlesmere (en), noble anglais du Kent, et de Joan FitzBernard. Son père est chevalier banneret et de 1274 à 1281 justiciar de Chester ainsi qu'un des nombreux courtisans du roi d'Angleterre Édouard Ier. Bartholomew participe dès sa jeunesse aux campagnes militaires du roi. En 1294, il est envoyé en Guyenne où a éclaté la guerre avec la France. En 1297, Badlesmere accompagne le roi Édouard lors de son expédition militaire en Flandre. Il prend part aux campagnes militaires anglaises en Écosse à partir de 1298. Il est ainsi présent à la bataille de Falkirk. Il combat à nouveau activement en Écosse en 1303 et 1304. En octobre 1300, Badlesmere intègre la suite du comte de Lincoln Henry de Lacy et l'accompagne au cours d'une mission diplomatique à Rome auprès du pape Boniface VIII. Le 13 avril 1301, une ordonnance royale requiert qu'une enquête post mortem ait lieu concernant l'héritage de Gunselm de Badlesmere. Le 30 avril, l'héritage des terres de Gunselm est confirmé en faveur de son fils Bartholomew et le jeune homme de 26 ans entre automatiquement en possession de ses titres. En janvier 1307, Badlesmere se présente pour la première fois au Parlement tenu à Carlisle, où il représente le Kent. Il entretient ensuite de très bonnes relations avec Gilbert de Clare, 8e comte de Gloucester, qui est le suzerain de ses possessions dans le Kent. Avant le 30 juin 1308, Bartholomew de Badlesmere épouse la cousine du comte de Gloucester, Marguerite de Clare. Son mariage lui permet de renforcer ses relations avec Robert de Clifford, avec lequel il a combattu en Écosse les années précédentes. À la suite de l'avènement du roi Édouard II, Badlesmere est nommé en août 1307 connétable du château de Bristol et reçoit de nombreuses preuves de faveurs du jeune roi. 
Le 26 octobre 1309, il est convoqué en tant que baron Badlesmere au Parlement. Pendant la crise politique qui s'ensuit, lorsque l'opposition des barons exige le bannissement du favori royal Pierre Gaveston, Badlesmere rejoint les barons hostiles au favori. Il est l'un de ceux qui demandent en mars 1310 au roi de réformer son pouvoir. La même année, Bartholomew de Badlesmere remplit les prérogatives du connétable d'Angleterre, à ce moment-là le comte de Hereford, qui a refusé de rejoindre la campagne militaire du roi en Écosse,. Au début de l'année 1312, fort du contexte politique qui lui est favorable, le roi demande à Bartholomew de lui rétrocéder le château de Bristol. Après l'exécution de Gaveston en juin 1312, cependant, Badlesmere rallie le roi et est récompensé de sa fidélité par Édouard, qui lui offre le château de Chilham dans le Kent. Badlesmere fait partie de la suite du comte de Gloucester lors de la bataille de Bannockburn contre les Écossais les 23 et 24 juin 1314. Il a lui-même sous ses ordres sa propre suite de 50 hommes. Il est plus tard accusé d'avoir abandonné son suzerain à la mort au cours d'une attaque des schiltrons écossais. Malgré cette accusation, Badlesmere ne perd pas la confiance du roi et est au contraire chargé d'administrer les terres du comte de Gloucester pendant que le roi règle la succession du comte entre ses trois sœurs. Jusqu'en 1315, Badlesmere gère les terres de la famille de Clare dans le Glamorgan. La même année, il accompagne le comte de Pembroke dans le nord de l'Angleterre pour repousser une incursion écossaise. En février et mars 1316, il joue un rôle important dans la répression de la rébellion de Llywelyn Bren dans le Glamorgan. Badlesmere doit lui-même faire face en juillet 1316 à un soulèvement à Bristol contre sa position de connétable mais parvient à étouffer la rébellion dans l'œuf.

### Ascension politique
À la suite de la défaite anglaise à Bannockburn, la position d'Édouard II est sérieusement compromise par l'opposition baronniale conduite par son cousin, le comte de Lancastre. Inquiet des intrigues de son cousin, le roi s'entoure de favoris, tels Hugues le Despenser, Roger Damory ou Hugh Audley, qui ont une influence considérable sur lui. De son côté, Badlesmere adhère aux barons modérés menés par les comtes de Pembroke et de Hereford. Ainsi, en décembre 1316, il est missionné avec les évêques d'Ely et de Norwich auprès du pape Jean XXII en Avignon pour que ce dernier délie le roi des Ordonnances de 1311, imposées par le comte de Lancastre afin de limiter les pouvoirs du roi. Badlesmere essaie avec Pembroke, Hereford et l'archevêque Walter Reynolds de désamorcer l'atmosphère tendue entre les favoris royaux et Lancastre en novembre 1317. Le « parti du Milieu », composé de nombreux barons et prélats, négocie en août 1318 le traité de Leake entre le roi et Lancastre, qui accepte de faire la paix avec les favoris royaux. Toutefois, Badlesmere s'attire l'inimitié du comte de Lancastre lorsqu'il accepte en novembre 1318 le poste de Lord-intendant que lui propose le favori Hugues le Despenser. Lancastre estime en effet que cette fonction lui revient héréditairement car il est aussi comte de Leicester et refuse dès lors toutes les tentatives de médiation proposées par Badlesmere. Cette nomination permet néanmoins à Badlesmere d'améliorer ses rentes puisqu'elles s'élèvent désormais à 500 £ puis 1 300 £ en octobre 1319. Les services rendus par Badlesmere à la couronne lui attirent d'autres récompenses du roi, qui lui confie le château de Leeds le 1er novembre 1317. Ce don est suivi le 20 mars 1318 par l'échange du manoir et du prieuré de Leeds avec les domaines de Badlesmere à Adderley, qu'il cède au roi. 
Badlesmere continue à servir fidèlement le roi, dont il devient très proche à partir de sa nomination au poste de Lord-intendant. Il est souvent missionné dans des ambassades, notamment auprès des Écossais. Le 28 avril 1316, il fait partie des quatre hommes qui sont autorisés à accorder un sauf-conduit au nom d'Édouard II au roi d'Écosse Robert Bruce et à d'autres dignitaires écossais pour que ceux-ci puissent venir négocier des pourparlers de paix en Angleterre. Le 1er octobre 1318, Badlesmere est aux côtés du roi à York lorsqu'il repousse une offensive écossaise. Au début de l'année 1321, il est envoyé négocier la paix ou à défaut une prolongation de la trêve entre les deux royaumes avec les évêques de Worcester et de Carlisle. Édouard II envoie également Badlesmere sur le continent auprès du roi de France et du pape, où les requêtes anglaises portent davantage leurs fruits. En mars 1320, le roi le missionne avec Edmond de Woodstock à Paris puis en Avignon. Badlesmere profite de ce séjour pour négocier avec le pape la nomination de son neveu Henry Burghersh pour le poste d'évêque de Lincoln. La même année, il accompagne Hugues le Despenser l'Aîné en Guyenne pour y superviser l'administration anglaise locale. En remerciement pour ses activités diplomatiques et militaires au nom d'Édouard II, Badlesmere obtient en 1319 l'autorisation royale pour fonder un prieuré dans son manoir de Badlesmere mais le projet ne verra jamais le jour. Le patronage royal envers Badlesmere ne cesse pas : en 1320, il est nommé gardien des Cinq-Ports et reçoit le contrôle du château de Douvres ainsi que celui de Tonbridge. En remerciement, il tient une réception somptueuse en son château de Chilham en juin 1320 en l'honneur du roi, qui part peu après en France rendre l'hommage au roi Philippe V pour ses possessions en Aquitaine.

### Rébellion contre le roi
En mai 1321, une rébellion éclate dans les Marches galloises où les barons pillent les possessions des Despenser, favoris du roi, et réclament leur exil. Ce soulèvement est rejoint en juin par le comte de Lancastre, qui propose aux barons des Marches de venir le rejoindre à Sherburn-in-Elmet dans le Yorkshire afin de discuter des mesures à prendre contre le roi. Badlesmere est envoyé à cette rencontre par Édouard II pour demander aux rebelles de se disperser. Toutefois, Badlesmere laisse éclater son ressentiment à l'égard des abus des Despenser et apporte son soutien inattendu à son adversaire : le comte de Lancastre. La raison de ce revers d'allégeance soudain résulte peut-être de l'influence du baron des Marches galloises Roger Mortimer de Wigmore, qui a marié en juin 1316 son fils Edmond à Elizabeth, une des filles de Bartholomew : à cette occasion, Badlesmere a réalisé aussi une importante transaction, puisqu'en échange d'une dot de 2 000 £, il a obtenu pour sa fille la cession de plusieurs propriétés de la part de Mortimer. Quoi qu'il en soit, la défection de Badlesmere est lourde de conséquences. En effet, les rebelles encerclent dangereusement Londres à la fin du mois de juillet. Face à cette menace, le roi doit approuver leurs demandes dont la plus retentissante est l'exil des Despenser, prononcé le 14 août. Les favoris quittent le royaume peu après et les barons qui se sont rebellés sont pardonnés et retournent dans leurs domaines. 
Pour autant, Édouard II entreprend de préparer dès le départ des Despenser sa revanche contre ses ennemis. À l'automne 1321, le roi décide de diriger sa première contre-offensive vers le Kent, où Badlesmere est le seul insurgé. Cette décision est probablement influencée par l'isolement de l'ancien Lord-intendant ainsi que par la colère du roi de se voir trahi par un aussi fidèle serviteur. Le 26 septembre, le roi ordonne à Badlesmere de lui remettre le château de Tonbridge. Ce dernier refuse et renforce au contraire la garnison de Leeds. Pendant ce temps, le roi s'arrange pour prendre contrôle de Douvres. Badlesmere, après avoir entrepris un pèlerinage à Canterbury sur la tombe de Thomas Becket, se rend à Witney où un tournoi de ses alliés Contrariants est tenu. L'absence de Badlesmere donne au roi le prétexte de reprendre en main le Kent. Édouard envoie dans le Kent son épouse Isabelle, prétendument en pèlerinage. La reine se détourne du chemin habituel et s'arrête devant Leeds, où elle demande à être admise. Marguerite de Clare, épouse de Badlesmere, refuse à la reine de pénétrer dans la forteresse et fait tirer sur sa suite lorsqu'Isabelle tente de forcer le passage. Le roi a désormais un prétexte pour reprendre le conflit et la seconde phase de la guerre avec les barons reprend. Le 26 octobre, Édouard arrive à la tête d'une immense armée devant Leeds, qu'il place sous siège. Bien que Badlesmere soit prêt à intervenir pour secourir son épouse, il s'arrête avec ses troupes à Kingston upon Thames lorsqu'il comprend que Lancastre et ses alliés ne l'aideront pas. Isolée, Marguerite de Clare est contrainte de capituler le 31 octobre. La garnison de Leeds est passée au fil de l'épée et la famille de Badlesmere est incarcérée à la Tour de Londres.

### Fuite, capture et exécution
Dès le 28 octobre 1321, le roi fait confisquer les terres de Badlesmere et le 26 décembre, il ordonne au shérif de Gloucester de le faire arrêter. Édouard repart en campagne le 30 novembre vers les Marches et garantit des sauf-conduits aux rebelles qui se soumettront à lui. Toutefois, Badlesmere est spécifiquement exclu de cette offre. Le 15 janvier 1322, Badlesmere accompagne Roger Mortimer lorsque ce dernier brûle Bridgnorth et met à sac les châteaux d'Elmley Castle et de Hanley Castle. Malgré la soumission de Mortimer face au roi une semaine plus tard, Badlesmere se réfugie auprès du comte de Lancastre dans le nord du royaume. Le 23 février, les rebelles sont aperçus dans le Northamptonshire par les agents royaux. Le 1er mars, Badlesmere atteint le bastion de Lancastre : Pontefract. Le roi ne tarde pas à les rejoindre : le 11 mars, les shérifs de Nottingham et de Derby reçoivent l'ordre d'arrêter les rebelles fugitifs, qui ont marqué une pause à Burton upon Trent. Fuyant l'armée royale, Lancastre et ses partisans (dont Badlesmere) sont interceptés et écrasés le 16 mars lors de la bataille de Boroughbridge. Badlesmere tente de s'enfuir vers le sud après la bataille et, selon le Livere de Reis, est capturé dans un bois près de Brickden et emmené par le comte de Mar à Cantorbéry. La ville de Brickden pourrait être en réalité l'écriture médiévale de la ville actuelle de Buckden, dans le Cambridgeshire. D'autres chroniqueurs, tels John Leland, affirment qu'il aurait été capturé à Stow Park alors qu'il tentait de se réfugier dans les domaines appartenant à son neveu Henry Burghersh,. Quel que soit le lieu où il a été capturé, Badlesmere semble avoir cherché à rejoindre son neveu, qui sera plus tard accusé par le roi d'avoir essayé d'arranger sa fuite.
Bartholomew de Badlesmere est jugé à Canterbury le 14 avril 1322 et condamné à mort. Le même jour, il est traîné jusqu'à Blean, où il détient plusieurs propriétés. Il est pendu puis décapité. Sa tête est suspendue à Burgh Gate, à Canterbury, tandis que le reste de son corps est laissé à la potence de Blean. Ce n'est qu'au Parlement de 1324 que plusieurs prélats du Kent obtiennent du roi qu'il accorde à Badlesmere une sépulture chrétienne. Dans un livre paru en 1631, l'antiquaire John Weever prétend que Badlesmere a été enterré dans le quartier des Augustins à Canterbury, mais cette affirmation n'est corroborée par aucun autre auteur ou chroniqueur. Les possessions de Badlesmere sont confisquées par le roi. Cependant, Édouard II ne peut assurer sa suzeraineté sur les possessions irlandaises de Thomond, que Badlesmere a héritées de son neveu par alliance Thomas de Clare, décédé le 10 avril 1321. Le Thomond passe sous le contrôle irlandais et n'est reconquis par la couronne d'Angleterre que sous le règne d'Henri VIII, en 1543. Quant à l'épouse et aux filles de Badlesmere, elles sont probablement libérées de la Tour de Londres le 3 novembre 1322. Marguerite de Clare se retire simultanément dans un couvent près de Londres. Le fils unique et héritier de Bartholomew de Badlesmere, Giles (en), semble être resté en captivité jusqu'en octobre 1326, date de la chute d'Édouard II et des Despenser. Son patrimoine paternel lui est rendu en 1328 et il devient le second baron Badlesmere.

## Mariage et descendance
Bartholomew de Badlesmere épouse Marguerite, fille de Thomas de Clare et de Juliana FitzGerald et veuve de Gilbert de Umfraville. Le mariage a lieu avant le 30 juin 1308, lorsque le couple reçoit le manoir de Bourne, dans le Sussex. Bartholomew et Margaret ont cinq enfants : 
- Margery de Badlesmere, épouse William de Ros,
- Maud de Badlesmere, épouse Robert FitzPayn, puis John de Vere,
- Élisabeth de Badlesmere, épouse Edmond Mortimer, puis Guillaume de Bohun,
- Giles de Badlesmere (en), épouse Elizabeth Montagu[3],
- Margaret de Badlesmere, épouse John Tiptoft[27].